# Ravuconazole
Le ravuconazole (dont les noms de code sont BMS-207147 et ER-30346) est un puissant antifongique triazole, découvert au début des années 2000, mais dont le développement a été interrompu en 2007.
Ce médicament, dérivé expérimental du triazole, s’est avéré avoir un spectre d’activité similaire à celui du voriconazole, mais avec un temps de demi-vie accru dans l'organisme. Néanmoins, le ravuconazole s'est avéré avoir une activité limitée contre les espèces de Fusarium, Scedosporium et Zygomycetes,.